# Dolič

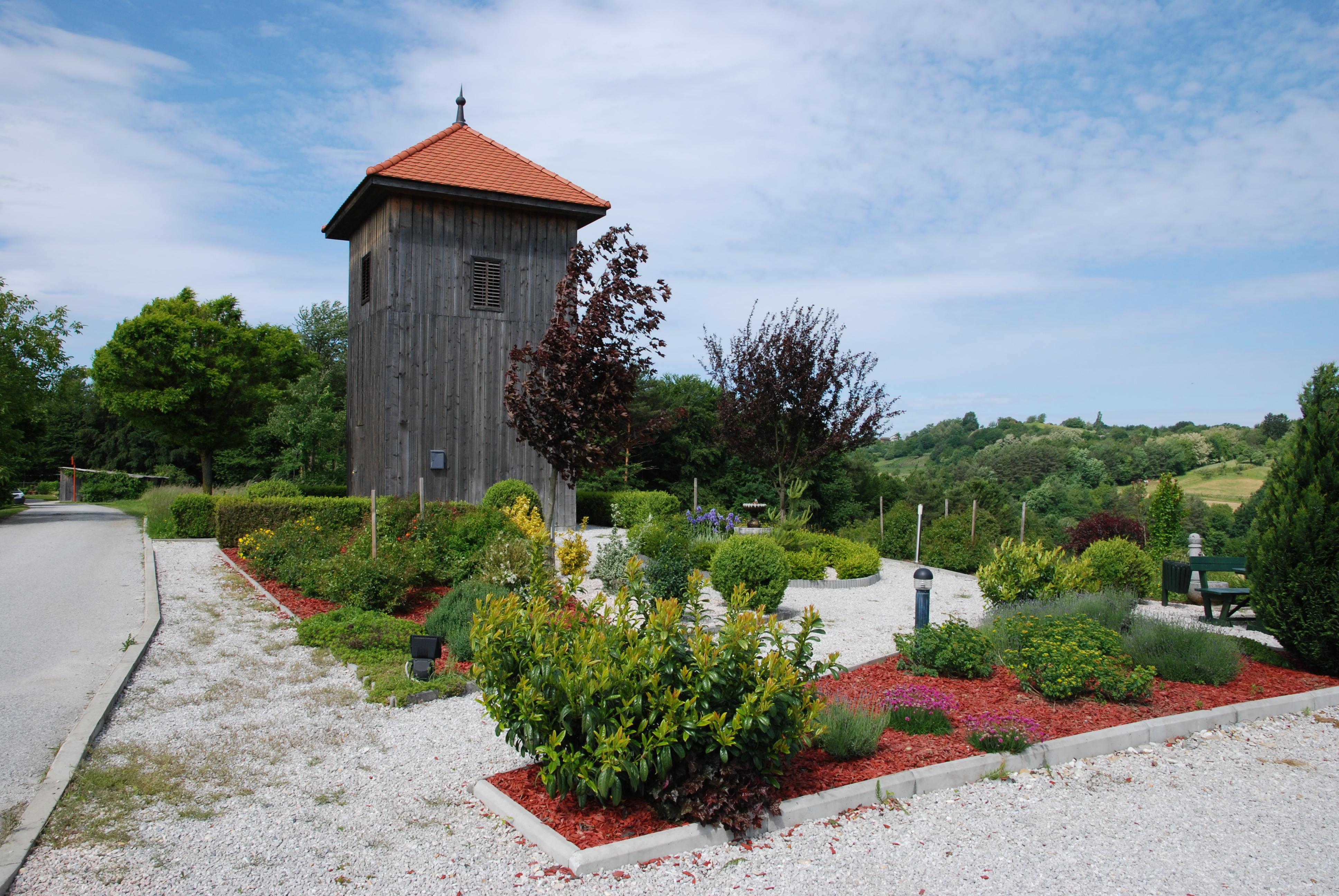
Dolič

Dolič (ung. Völgyköz) ist ein Dorf und ein Ortsteil der Gemeinde Kuzma in Slowenien.

## Geografie
Die Streusiedlung zählt ca. 500 Einwohner und verteilt sich partiell auf vier Talungen und zwei Höhenrücken. Die einzelnen Häusergruppen in den Niederungen tragen die Flurnamen Spodnji Dolič, Škaperova Graba, Suršakova Graba und Žalarova Graba. Die Bauerngehöfte auf den Höhen werden mit Zgornji Dolič, Srednji Rob, Šeleknjakov Breg und Sotlarjev Breg bezeichnet. Dolič besitzt auf seiner Gemarkung große Waldflächen und nimmt den östlichen Bereich der Gemeinde Kuzma ein.  Die Dreiländerecke (Tromejnik, Hármashatár, 387 m) ist ein Berg im Nordwesten.

## Geschichte
Der Ort wird erstmals im Jahre 1387 urkundlich als „Keplewlge“ erwähnt, damals zugehörig zur Grundherrschaft Dobra, dem heutigen Neuhaus am Klausenbach im südlichen Burgenland. Im Jahre 1388 tauchen die Bezeichnungen Luprethwlge und Luprechwlge auf und für das Jahr 1499 sind auch deutsche Ortsnamen Nidergrablen und Obergrablen dokumentiert. In einem Protokoll der Diözese Győr/Raab für 1698 sind die Ortsbezeichnungen Fölső Dolics, Alsó Dolics und „Dolincz“ festgehalten.
Im Jahre 1890 wird das Dorf „amtlich“ Völgyköz bezeichnet und hatte 505 Einwohner, davon bekannten sich 422 als Slowenen, 76 als Deutsche und 7 gaben keine Nationalität an. Der Ort gehörte zum Bezirk Muraszombat des Komitats Eisenburg/Vas. 
Der Vertrag von Trianon schlug das Dorf dem Königreich SHS zu. Für den nun amtlich Dolič genannten Ort wurden bei der Volkszählung am 31. Januar 1921 folgende Daten ermittelt: 725 Slowenen, 8 Deutsche, 22 Personen anderer Ethnien, von diesen 755 Bewohnern bekannten sich 750 zum katholischen und 5 zum evangelischen Glauben.
Bei der Zählung im Jahre 1931 wurden 754 Einwohner ermittelt, im Jahre 1961 waren es noch 679 und für das Jahr 1971 sind folgende Zahlen bekannt: 637 Einwohner, 131 Häuser, 140 Haushalte und 516 Dorfbewohner, die von landwirtschaftlichen Erträgen leben.